# 南居仁
南居仁（16世紀—17世紀），字思敦，號中幹，陝西西安府華州渭南縣人，明朝政治人物。

## 生平
南居仁是萬曆八年進士南企仲的次子，天啟元年（1621年）中舉人，二年（1622年）聯捷進士，獲授庶吉士，五年（1625年）任編修，與周延儒充任實錄纂修官。
其後南居仁歷任中允、諭德、國子監祭酒；河南失守，他上疏慎選師儒、發明節義，在召對時直陳其事。升任詹事府詹事後仍管國子監事、並侍經筵，死後追贈禮部侍郎。南居仁待人孝友恭敬，有事會扶危濟困，人們都附歸仁義。